# اسکنجت
اسکنجت (به انگلیسی: Scandjet) یک شرکت هواپیمایی است که در تاریخ ۲۰۰۲ میلادی تأسیس شده است.
دفتر مرکزی اسکنجت در یوتبری، سوئد واقع شده‌است و قطب این شرکت هواپیمایی در فرودگاه گوتنبرگ-لاندوتر قرار دارد.